# Le Crash du vol 29
Le Crash du vol 29 ou Les Rescapés du vol 29 (au Québec, Belgique et rediffusions France) (Flight 29 Down) est une série télévisée américaine en 30 épisodes de 26 minutes, créée par Stan Rogow et D. J. MacHale et diffusée entre le 1er octobre 2005 et le 25 août 2007 sur Discovery Kids.
En France, la série est diffusée depuis le 26 octobre 2007 sur Canal+ Family et rediffusée sur France Ô. Au Québec à partir du 25 mai 2009 sur VRAK.TV.

## Synopsis
Alors qu'ils participaient à un voyage scolaire en Micronésie, un groupe d'adolescents originaires de Los Angeles se retrouvent abandonnés sur une île déserte après avoir eu un accident d'avion. Sans moyens de communication, ils doivent tout mettre en œuvre pour survivre.

## Distribution
- Allen Alvarado (VF : Corentin Vanderlinden) : Lex
- Corbin Bleu (VF : Maxime Donnay) : Nathan
- B.K. Cannon : Jory Twist
- Tani Lynn Fujimoto : Abby
- Hallee Hirsh(VF : Marielle Ostrowski) : Daley
- John Kapelos : Capitaine Russell
- Jeremy James Kissner (VF : Gauthier de Fauconval) : Eric
- Johnny Pacar (VF : David Macaluso) : Jackson
- Blade Rogers : Ian
- Lauren Storm (VF : Claire Tefnin) : Taylor
- Kristy Wu (VF : Cathy Boquet) : Melissa

## Épisodes

### Première saison (2005-2006)
1. Escale imprévue (Arrival):Dix adolescents se rendent en classe verte à Palau dans un petit avion. Pris dans une tempête, l'appareil est frappé par la foudre et s'écrase sur une île tropicale. Miraculeusement, il n'y a aucun blessé. Bob Russell, le pilote, et trois enfants partent chercher de l'aide...
2. Feu, mode d'emploi (The Quest for Fire): Nathan et Daley se disputent pour savoir lequel d'entre eux prendra la tête du groupe. Alors que Nathan tente d'allumer un feu pour signaler leur position, Daley cherche un endroit propice pour installer le campement...
3. Prise de pouvoir (It's Lonely at the Top):Daley et Nathan se disputent encore le leadership du groupe. Après une première nuit éprouvante, les enfants décident de voter à bulletin secret pour désigner leur meneur. Daley s'occupe de la nourriture et décide de surestimer la quantité restante pour influencer l'élection. De son côté, Nathan cherche de quoi manger dans la jungle. Alors qu'il grimpe à un arbre, il chute lourdement...
4. Plus une goutte (Not a Drop to Drink):Alors qu'il a été élu à une large majorité, Jackson refuse la responsabilité que ses camarades lui ont confiée. Tandis que Daley et Eric recherchent une source d'eau potable, Nathan essaie de fabriquer un système permettant de collecter l'eau de pluie...
5. Poissons et noix de coco (A Fish Story):Les réserves de nourriture s'amenuisent. Nathan, Daley et Lex décident de partir en chercher dans la jungle. Jackson, lui, se chargera, s'il y arrive bien entendu, d'attraper du poisson. De son côté, Eric feint d'être blessé, afin d'échapper à ses corvées et charge Melissa de les faire à sa place.
6. Au travail Taylor (The Pits):C'en est trop pour Daley, agacée par Taylor qui, selon elle, n'assume pas sa part de travail. Nathan, en revanche, commence à avoir l'impression que tout le monde pense qu’il ne sert à rien dans le campement...
7. Amers fruits de mer (The Cry of the Wolf):Eric a découvert le secret de Melissa : il en profite pour faire chanter la pauvre fille et lui faire faire ses corvées. Lex est dans tous ses états : il a découvert une nouvelle source de nourriture, mais celle-ci pourrait bien être empoisonnée...
8. Règlements de compte (Survival of the Fittest):Daley et Nathan partent chasser ensemble. Pendant ce temps, Taylor révèle un secret qui concerne Melissa....
9. Le labyrinthe-athlon (Mazeathon):Nathan et Daley ne peuvent plus supporter Jackson : ils ne sont pas loin d'en venir aux mains. Lex organise un grand jeu afin de remonter le moral des troupes...
10. Retour surprise (Eight is Enough): Nathan et Eric découvrent un signal de détresse sur la plage. Ne seraient-ils finalement pas seuls sur l'île...?
11. Le mystère Abby (Abby Normal):Une des survivantes de l'accident, Abby, est de retour au campement de la plage. Elle avait exploré l'île pendant plusieurs jours. Elle peine à se faire accepter par le petit groupe, car beaucoup de choses ont changé depuis. La tension ne tarde pas à monter entre les huit survivants...
12. Vidéo drame (Until Proven Guilty): Chacun des participants au voyage a enregistré, sur une cassette, ses impressions et ses sentiments au fil des jours. En se réveillant un matin, ils découvrent que les cassettes contenant ces confessions ont disparu et tous craignent que les secrets qu'elles contiennent ne soient révélés à tous...
13. Avis de tempête (Scratch): Son secret révélé, Jackson décide de quitter le petit groupe de survivants pour retrouver les autres...

### Deuxième saison (2006-2007)
1. Choc émotionnel (Look Who's Not Talking):Une tempête tropicale a saccagé le campement. Les survivants doivent tout reprendre à zéro et s'attèlent à la reconstruction. Le moral est au plus bas...
2. Vive la démocratie (Groundbreaking):Eric découvre une mystérieuse boîte au beau milieu de la jungle. Daley devient le nouveau leader du groupe...
3. Conspiration (She Said, He Said, She Said):Seule Melissa connait le secret de Nathan. Lex, de son côté, dessine le plan du nouvel abri mais personne n'est d'accord avec sa façon de voir les choses...
4. Un invité encombrant (The Uninvited): Eric casse le seul briquet qui permettait d'allumer des feux. Un lézard élit domicile dans la tente des jeunes survivants...
5. Marée montante (The Tide):Les restes de la carcasse de l'avion envahissent la plage. Nathan se retrouve en mauvaise posture...
6. Vote difficile (Where There's Smoke):Le soir du quinzième jour, Taylor commet un impair qui met en danger la vie de tous les jeunes survivants du crash...
7. Enfin au sec (Home Sweet Home):Les jeunes survivants décident de nettoyer la plage une bonne fois pour toutes : ils entendent construire un campement plus haut, dans les montagnes de l'île...
8. Laisser aller (Chilloween):Les jeunes survivants découvrent sur la plage un mystérieux papier où est inscrit «Il arrive !». Chacun se perd alors en conjectures...
9. Regrets (Regrets): Jackson tombe malade après avoir bu de l'eau croupie. Melissa se sent coupable : c'est elle qui lui a proposé de faire partie du voyage...
10. Le radeau (The Drift):Eric a découvert qu'un courant fait le tour de l'île. Les rescapés décident alors de construire un radeau. Le lendemain, Daley et Nathan font route vers l'ouest...
11. Bonne chance Abby (Good Luck Abby):Après avoir quitté le camp, Abby se lance à la recherche de Ian, Jory et le capitaine Russell. Mais elle finit par se perdre et se retrouve au camp...
12. Esprit de groupe (One Breath Away):Abby effectue son grand retour au camp, mais ses difficiles expériences l'ont transformée. Lex, de son côté, est tout content : il a trouvé un poulet. Mais d'où vient exactement le volatile ?...
13. Nouveau départ à l'horizon (See Ya):Le sort du poulet doit bientôt être voté : doit-il être mis à mort ? Daley se prononce contre. De son côté, Melissa en veut toujours à Taylor pour d'obscures raisons...

### Troisième saison (2007)
1. La séparation (The Hotel Tango - Part 1):Les divergences ont eu raison de l'unité du groupe : il y a maintenant deux camps, qui s'opposent pour un oui ou pour un non. Lex pense d'ailleurs que tout est la faute de Daley...
2. Dernières chances (The Hotel Tango - Part 2):Nathan a réussi à élaborer un nouveau signal, que devraient voir les bateaux au loin. Mais Daley, comme d'habitude, met son petit grain de sel...
3. Le canot de l'espoir (The Hotel Tango - Part 3): Les destinées de Jory, Ian et du capitaine Russell sont désormais scellées. De son côté, Lex a réussi à élaborer une sorte d'énorme lampe de poche...
4. Le typhon Mélissa (The Hotel Tango - Part 4):Après la destruction de son bateau et de son avion, le capitaine Russell crie vengeance. Daley, Lex, Taylor et Nathan sont en danger. Leur vie est menacée. Pour combien de temps ?...

## Commentaires
- La troisième saison, The Hotel Tango, a été produite sous le format d'un film en quatre parties et a été diffusée sous le nom promotionnel Flight 29 Down: The Movie.
- La série a été tournée à Oahu, Hawaï.